# Vlčatín
Vlčatín è un comune ceco situato nel distretto di Třebíč, nella regione di Vysočina.